# یسوتوکسین
یسوتوکسین (به انگلیسی: Yessotoxin) یک ترکیب شیمیایی با شناسه پاب‌کم ۶۴۴۰۸۲۱ است. 